# 쓰가루신조역
쓰가루신조역(일본어: 津軽新城駅)은 일본 아오모리현 아오모리시에 위치한 동일본 여객철도 오우 본선의 철도역이다. 단선 · 섬식의 형태를 합친 2면 3선 구조의 복합 승강장을 갖춘 지상역이다.

## 타는 곳
| 1 | ■ 오우 본선 | (하행)                            | 신아오모리 · 아오모리 방면        |
| 2 | ■ 오우 본선 | (상행)                            | 나미오카 · 히로사키 방면          |
| 3 | ■ 오우 본선 | (대피선 · 정기 열차는 상행 1대만) | (대피선 · 정기 열차는 상행 1대만) |

## 이용 현황
| 승차 인원 추이 | 승차 인원 추이 |
| 연도           | 1일 평균       |
| -------------- | -------------- |
| 2000           | 646            |
| 2001           | 646            |
| 2002           | 635            |
| 2003           | 562            |
| 2004           | 547            |
| 2005           | 501            |
| 2006           | 498            |
| 2007           | 512            |
| 2008           | 541            |
| 2009           | 528            |
| 2010           | 479            |
| 2011           | 427            |
| 2012           | 367            |
| 2013           | 355            |

## 역 주변
- 아오모리 시청 신조 사무소
- 동일본 여객철도 히로사키 공무구 쓰가루신조 공무 관리실

## 인접 역
| 동일본 여객철도 오우 본선 | 동일본 여객철도 오우 본선 | 동일본 여객철도 오우 본선 |
| ------------------------- | ------------------------- | ------------------------- |
| 나미오카 히로사키 방면    | □ 쾌속                    | 신아오모리 아오모리 방면  |
| 쓰루가사카 요코테 방면    | ■ 보통                    | 신아오모리 아오모리 방면  |